# Anisopodus dominicensis
Anisopodus dominicensis es una especie de escarabajo longicornio del género Anisopodus, tribu Acanthocinini, subfamilia Lamiinae. Fue descrita científicamente por Villiers en 1980.

## Descripción
Mide 6,5-8,2 milímetros de longitud.

## Distribución
Se distribuye por Dominica y Martinica.